# Brent Everett
Brent Everett (født 10. februar 1984 i Saskatchewan, Canada) er en canadisk pornografisk filmskuespiller og instruktør. Siden 2003 har han optrådt i over 40 pornografiske film for en række forskellige homoseksuelle pornostudier i USA.